# Yamaguchi Toshihiro
Yamaguchi Toshihiro (sinh ngày 19 tháng 11 năm 1971) là một cầu thủ bóng đá người Nhật Bản.

## Đội tuyển bóng đá quốc gia Nhật Bản
Yamaguchi Toshihiro thi đấu cho đội tuyển bóng đá quốc gia Nhật Bản từ năm 1994 đến 1995.

## Thống kê sự nghiệp
| Đội tuyển bóng đá Nhật Bản | Đội tuyển bóng đá Nhật Bản | Đội tuyển bóng đá Nhật Bản |
| Năm                        | Trận                       | Bàn                        |
| -------------------------- | -------------------------- | -------------------------- |
| 1994                       | 2                          | 0                          |
| 1995                       | 2                          | 0                          |
| Tổng cộng                  | 4                          | 0                          |